# Alessandro Bianchi
Alessandro Bianchi (Roma, Italia, 28 de enero de 1945) es un urbanista, profesor universitario y político italiano. 

## Biografía
Bianchi es un académico de urbanismo. Fue rector de la Universidad de Regio de Calabria desde 1999 a 2006 y de la Universidad Telemática Pegaso desde 2015 a 2019.
Miembro certificado del Partido Comunista Italiano hasta su disolución, desde el 17 de mayo de 2006 al 8 de mayo de 2008, formó parte del gabinete del Segundo Gobierno Prodi en calidad de Ministro de Transporte; su nombre fue escogido por una lista de la gente prominente izquierdista independiente propuesta por el Partido de los Comunistas Italianos.
- Datos: Q1377749
- Multimedia: Alessandro Bianchi (politician) / Q1377749